# 愛のカタチ (映画)
『愛のカタチ』 （ 原題： Floored by Love ）は、2005年に製作されたカナダのドラマ。デズリ・リム監督作品。
日本では、アジア女性クリエイター特集として、2006年（第15回）東京国際レズビアン&ゲイ映画祭（7月15日）にて上映された。同時上映は『プリカちゃん』。上映後、監督とラブピースクラブ代表の北原みのりとのトークショーがあった。

## キャスト
- カーラ：シャーリー・ンー
- ジャネット：ナタリー・スカイ
- マキーダ：ヴィ・デュボワ